# Orthospinus
Orthospinus is een monotypisch geslacht van straalvinnige vissen uit de familie van de karperzalmen (Characidae).

## Soort
- Orthospinus franciscensis (Eigenmann, 1914)